# Rhamphomyia brussnewi
Rhamphomyia brussnewi är en tvåvingeart som beskrevs av Frey 1915. Rhamphomyia brussnewi ingår i släktet Rhamphomyia och familjen dansflugor. Inga underarter finns listade i Catalogue of Life.